# Листоноша завжди дзвонить двічі (фільм, 1981)
«Листоноша завжди дзвонить двічі» (англ. The Postman Always Rings Twice) — кінофільм режисера Боба Рейфелсона. Екранізація однойменного роману Джеймса Кейна. Фільм є римейком однойменного фільму 1946 року (реж. Тей Ґернетт, у головній ролі — Лана Тернер).

## Сюжет
Часи Великої Депресії. Волоцюга Френк Чемберс наймається в працівники до старого грека Ніка Пападакіса, який разом із молодою дружиною Корою тримає таверну.
Променем світла в темному царстві стала для Кори поява Френка в їхньому будинку. Знесилена в нудному і безпристрасному шлюбі, вона закохується у Френка. Між ними спалахує нестримна пристрасть і Корі спадає на думку позбутися від чоловіка.

## У ролях
| Актор            | Роль           |
| ---------------- | -------------- |
| Джек Ніколсон    | Френк Чемберс  |
| Джессіка Ленґ    | Кора Пападакіс |
| Джон Колікос     | Нік Пападакіс  |
| Майкл Лернер     | містер Кац     |
| Джон П. Райан    | Кеннеді        |
| Анжеліка Г'юстон | Меджі          |
| Вільям Трейлор   | Саккетт        |
| Томас Гілл       | Барлоу         |
| Крістофер Ллойд  | торговець      |